# Evangelismós (Héraklion)
Evangelismós, en grec moderne : Ευαγγελισμός est un village du dème de Minóa Pediáda, en Crète, en Grèce. Selon le recensement de 2001, la population d’Evangelismós compte 623 habitants. Il est situé à une altitude de 360 m, à 5 km de Kastélli et à 35 km de Héraklion.